# Marie-Loup Sougez
Marie-Loup Sougez (París, 1930 – Madrid, 2019) va ser una historiadora de la fotografia pionera a Espanya i autora d'un treball fonamental per a l'estudi d'aquesta disciplina.

## Biografia
Marie-Loup Sougez va néixer en Paris en 1930. Era filla del fotògraf Emmanuel Sougez, qui va influir decisivament en la seua passió per la fotografia i al que va dedicar diversos estudis. Durant l'ocupació nazi de París, va viure en una granja als afores de la capital francesa a la qual va tornar poc abans del seu alliberament. La Divisió Leclerc plena d'espanyols ocupant els carrers d'un París lliure va ser per a ella una impressió inoblidable. De fet, va estudiar llengua i literatura espanyoles a la universitat i, en els anys 1960, es va casar amb un pintor espanyol establert a París, Ramón Cascado. Tots dos es van instal·lar a Espanya en 1974. A Madrid va treballar en la redacció d'Historia 16 abans de dedicar-se a la recerca històrica de la fotografia.

## Obra
En 1981, l'editorial Càtedra va publicar l'obra de Marie-Loup Sougez titulada Història de la fotografia. En aquesta obra, l'autora exposava una visió general de la disciplina amb una prosa àgil i amb l'esperit d'un treball divulgatiu pensat per a la seua edició en format de butxaca. Va incloure un capítol final dedicat a la història de la fotografia a Espanya, des dels seus orígens fins a la Guerra Civil. L'objectiu d'aquest últim capítol, segons deia la mateixa autora en el pròleg, era el de satisfer un buit existent. La realitat és que es va convertir en un treball pioner i en una referència fonamental per als estudiosos que van seguir les seues passes.
Des de la seua eixida al mercat, la Història de la fotografia de Marie-Loup Sougez es va convertir en part de la bibliografia bàsica de la disciplina i en referència fonamental dels investigadors de la història de la fotografia a Espanya, com testifiquen els molts autors que la citen.
La Història de la fotografia de Sougez va ser reeditada en nombroses ocasions i en 2011 va aparèixer revisada i ampliada. Altres treballs seus d'interès van ser un Diccionari d'història de la fotografia elaborat amb Helena Pérez Gallardo i una Història general de la fotografia de la qual va ser coordinadora.
En els últims anys va estar vinculada al Museu Reina Sofia, on organitzava conferències.